# Sergio Momesso
Sergio Francesco Momesso (Montréal, 4 settembre 1965) è un allenatore di hockey su ghiaccio ed ex hockeista su ghiaccio canadese naturalizzato italiano, di ruolo ala sinistra.

## Carriera
Fu scelto dai Montréal Canadiens all'NHL Entry Draft 1983 al secondo giro (27º assoluto). Tra il 1984 e il 1997 raccolse 829 presenze in NHL, tra stagione regolare e play-off, con le maglie di Montreal Canadiens, St. Louis Blues, Vancouver Canucks, Toronto Maple Leafs e New York Rangers.
Ha terminato la carriera nella Deutsche Eishockey Liga, tra il 1997 e il 2001, dove ha giocato con Kölner Haie e Nürnberg Ice Tigers. Già in precedenza, nel 1994 in occasione del lockout che aveva posticipato l'inizio della stagione NHL, Momesso aveva avuto una breve esperienza europea: aveva indossato la maglia dei Devils Milano per alcuni incontri in campionato ed Alpenliga.
Sergio Momesso è padre di Stefano Momesso e zio di Giulio Scandella e Marco Scandella, tutti giocatori di hockey.

## Palmarès

### Individuale
- QMJHL First All-Star Team: 1

1984-1985
- DEL Player of the Year: 1

1998-1999